# Надеждино (деревня, городской округ Истра)
Надеждино — деревня в Новопетровском сельском поселении Истринского района Московской области. Население — 4 чел. (2010).
Находится примерно в 26 км северо-западнее Истры, высота над уровнем моря 233 м. Лежит деревня у края большого лесного массива, ближайший населённый пункт — Кучи в 1 км восточнее.
Входила в Новопетровский сельский округ. В ОКТМО обозначена как "Пояснение: сельское поселение Новопетровское рядом с д Кучи".

## Население
| 2002 | 2006 | 2010 |
| ---- | ---- | ---- |
| 0    | ↗1   | ↗4   |